# Fontaine-Simon

Fontaine-Simon este o comună în departamentul Eure-et-Loir, Franța. În 1 ianuarie 2022 avea o populație de 887 de locuitori.